# Фоміна Галина Олександрівна
Галина Олександрівна Фомін (нар. 13 листопада 1933— пом. 4 липня 1998) — радянський і український художник по костюмах. Заслужений працівник культури УРСР (1988).

## Життєпис
Народилася 13 листопада 1933 р. у м. Махачкалі. Закінчила Московський текстильний інститут (1956).
Працювала на Київській кіностудії ім. О. П. Довженка.
Померла 4 липня 1998 р.

## Фільмографія
- «Помилка Оноре де Бальзака» (1968, асистент худож. по костюмах К. Гаккебуш)
- «Вулиця тринадцяти тополь» (1969)
- «Чи вмієте ви жити?» (1970)
- «Білий башлик» (1974)
- «Небо—земля—небо» (1975)
- «Не плач, дівчино» (1976)
- «Тачанка з півдня» (1977)
- «Бунтівний „Оріон“» (1978)
- «Оглядини» (1979)
- «Чорна курка, або Підземні жителі» (1980, у співавт. з Д. Селецькою; реж. М. Гресь)
- «Ніч коротка» (1981)
- «Побачення» (1982)
- «Не було б щастя...» (1983)
- «Миргород та його мешканці» (1983, реж. М. Іллєнко)
- «Які ж ми були молоді» (1985)
- «Генеральна репетиція» (1988)
- «Нові пригоди янки при дворі короля Артура» (1988, реж. М. Гресь) та ін.